# Oberbayerische Aktiengesellschaft für Kohlenbergbau

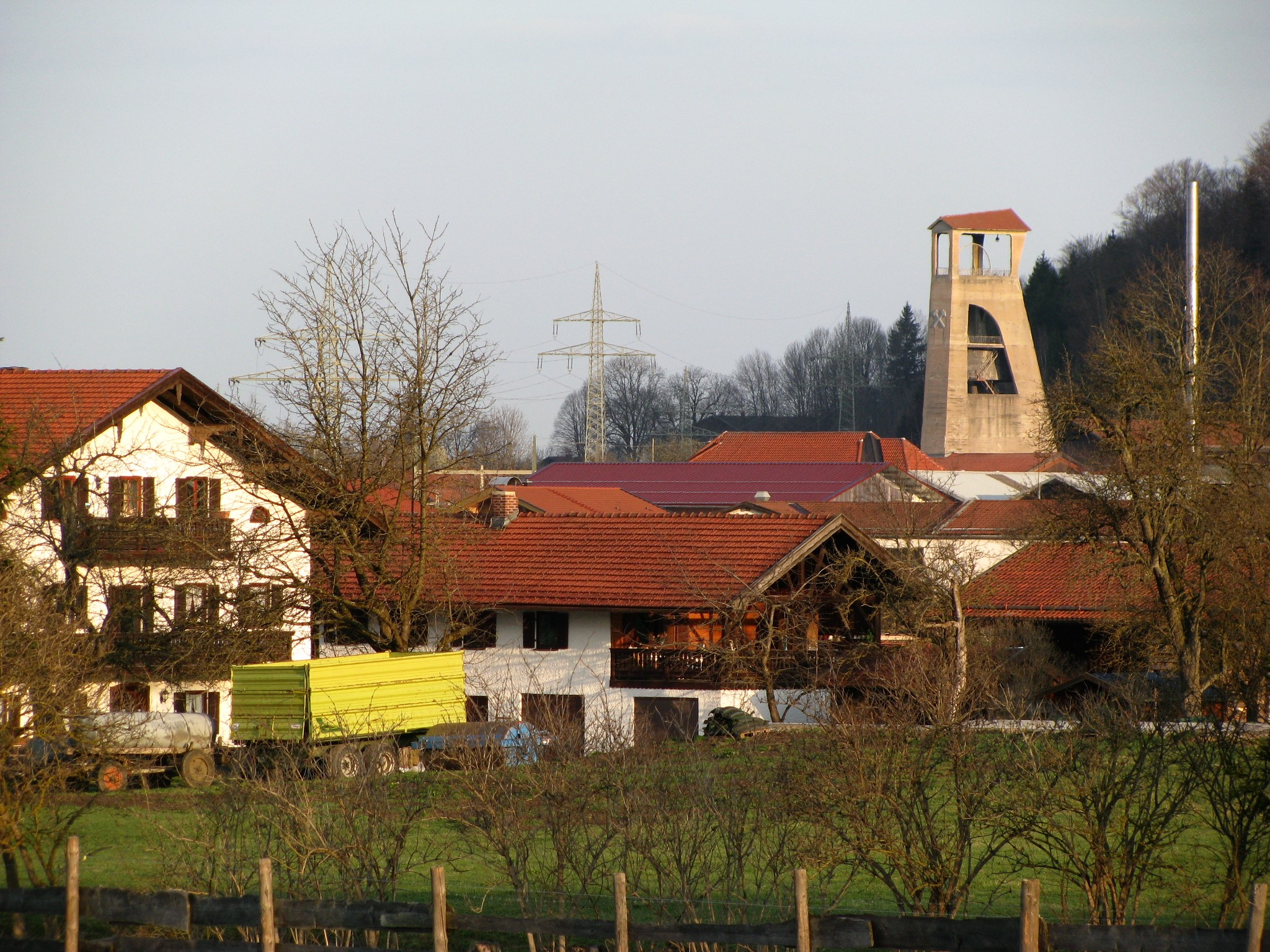
Förderturm in Hausham

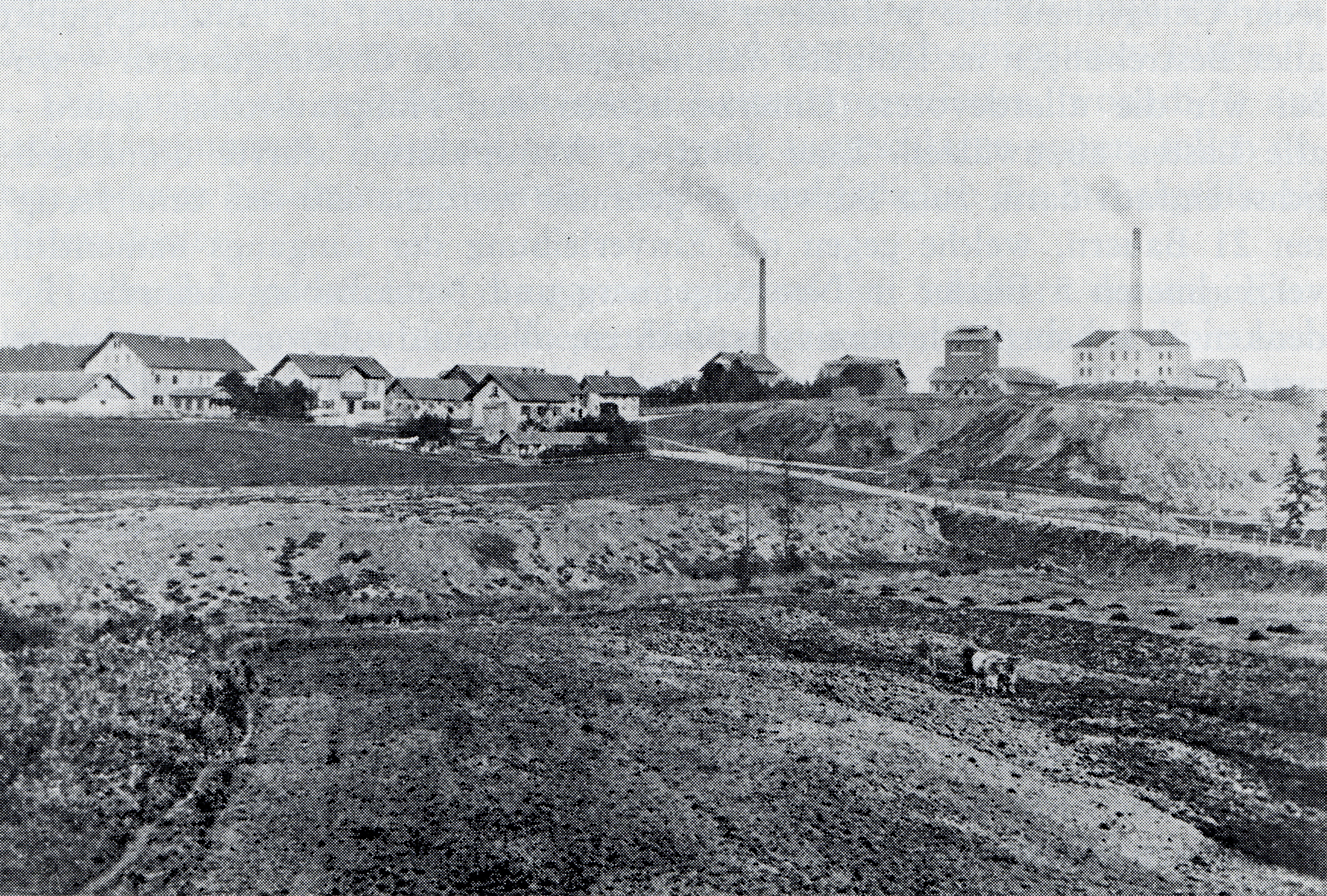
Bergwerk in Penzberg

Aktie über 1000 RM der Oberbayerischen AG für Kohlenbergbau vom Juni 1942

Die Oberbayerische Aktiengesellschaft für Kohlenbergbau (Oberkohle AG) war ein in München, zuvor in Miesbach, ansässiges börsennotiertes Bergwerksunternehmen. Das Unternehmen war auch als Oberkohle bekannt.

## Geschichte
Die Vorgängergesellschaft der Oberkohle war die 1847 gegründete Miesbacher Steinkohlen-Gewerkschaft. In 1869 erfolgte die Fusion des Bergwerk Penzberg und der Miesbacher Steinkohlen-Gewerkschaft und mündete 1870 in der Gründung der Oberbayerische AG für Kohlenbergbau.
Der ursprüngliche Firmensitz war Miesbach, 1908 erfolgte die Sitzverlegung nach München.
Nach mehrfachem Wechsel der Aktionäre, erwarb 1920 der Kohlengroßhändler, -importeur und -exporteur Wilhelm Stiegeler aus Konstanz, für sich und seine M. Stromeyer Handelsgesellschaft, die Aktienmehrheit. Ab 1936 hielt die Bergwerksgesellschaft Hibernia AG die Majorität.  Seit 1970 befand sich die Aktienmehrheit dann im Eigentum der  VEBA AG (ursprünglich Vereinigte Elektrizitäts- und Bergwerks AG).
Neben dem Bergwerk Penzberg wurden noch das Bergwerk Hausham, die Grube Plutzer in Miesbach, die Grube Au und die Grube Remberg betrieben. In den Bergwerken wurde Pechkohle gefördert. Mit Ausnahme von Penzberg und Hausham wurden die Gruben schon vor dem Ersten Weltkrieg geschlossen. Am 11. November 1965 beschloss der Aufsichtsrat die Gesellschaft aufzulösen. Die letzte Förderung in Hausham erfolgte am 31. März 1966, in Penzberg am 30. September 1966.
Aufgelöst wurde die Oberkohle AG im Jahr 1979.